# صورة القرص البصري
صورة القرص الضوئي (ISO image) هي ملف يحتوي على نسخة كاملة من البيانات المخزنة على قرص ضوئي، مثل CD أو DVD. يتم نسخ البيانات المستخدمة على القرص، مثل ISO 9660 أو UDF. صورة ISO تُخزّن البيانات كما هي تمامًا على القرص الأصلي، بنفس الترتيب والبنية.